# 上斯陶芬盃
上斯陶芬杯是一個職業網球比賽，比賽場地為室外紅土場。目前為職業網球協會（ATP）挑戰賽的一部分。自1992年以來每年於德國上斯陶芬舉辦。